# 原则主义者大联盟
原则主义者大联盟（波斯語：ائتلاف بزرگ اصولگرایان）是伊朗原则主义派在2016年伊朗议会选举前提出的政党联盟和选举名单。

## 组成
该联盟主要由伊斯兰“传统宗教原则主义派”政党战斗教士联盟和伊斯兰联盟党构成，“转型主义派”政党伊斯兰革命拥护者社和伊斯兰革命探路者社，以及激进的伊斯兰革命稳定阵线。
由于不满伊斯兰革命稳定阵线在联盟中的分量过重，有些原则主义派，特别是阿里·拉里贾尼和阿里·阿克巴尔·韦拉亚提拒绝与该联盟站在同一阵线。